# 交差請求
交差請求もしくは交互請求（crossclaim）とは裁判における共同被告または共同原告との間で交わされ、かつ原請求または反対請求（反訴）が従う規定と関係のある請求である。英米法の代表的法辞典であるブラック法律辞典にも記載されている。

## アメリカ合衆国連邦裁判所
連邦民事訴訟規則に拠ると、この規定はRule 13(g)に成文化されている。連邦規則では交差請求は元の法域の事項と関連がある場合有効である。有効な法域は訴訟において提起された事項となる同一の取引または事故に起因するものか否かの判断により決定される。
交差請求を許可する方針は効率性と一貫性を促すものである。さらに、同一の基礎となる事実が主たる請求上の法的な争点となるだけではなく、法体系上の効率性を保証する交差請求の上でも論じられることとなる。この法体系上の効率性は、法廷が個々の請求それぞれの執行を試み、かつ、同一の事実を法的に論ずることに反対する当事者の間から提起された複数の請求を解消することによってなされる。加えて、このことは裁判過程における公共の認識に害を与える可能性のある一貫性のない評決が下されるのを防ぐ。結果として、交差請求は義務ではないので、申立当事者（moving party）に後日提訴する機会を与える。原告は申立における第一の提起者となり交差請求上これも有効である。